# Szczodrak (Lelkowo)
Szczodrak (deutsch Glückauf) war ein Ort in der polnischen Woiwodschaft Ermland-Masuren im Gebiet der Landgemeinde Lelkowo (Lichtenfeld) im Powiat Braniewski (Kreis Braunsberg), bis 1945 im Kreis Heiligenbeil in Ostpreußen.

## Geographische Lage
Die Ortsstelle von Szczodrak resp. Glückauf liegt im Nordwesten der Woiwodschaft Ermland-Masuren, 16 Kilometer südöstlich der früheren und heute auf russischem Staatsgebiet gelegenen Kreisstadt Heiligenbeil (russisch Mamonowo) bzw. 18 Kilometer östlich der heutigen Kreismetropole Braniewo (deutsch Braunsberg).

## Geschichte
Das Gründungsjahr von Glückauf ist 1862. Es handelte sich lediglich um ein kleines Gehöft, das als Vorwerk bis 1945 ein Wohnplatz von (Groß) Lüdtkenfürst (polnisch Lutowo) war. Im Jahre 1905 zählte Glückauf 18 Einwohner.
Mit der Abtretung des gesamten südlichen Ostpreußen 1945 in Kriegsfolge an Polen erhielt Glückauf die polnische Namensform „Szczodrak“. Der kleine Ort fand bald keine Erwähnung mehr und scheint in Lutkowo aufgegangen zu sein. Offiziell gilt er heute als untergegangen. Seine Ortsstelle liegt im Bereich der Gmina Lelkowo im Powiat Braniewski der Woiwodschaft Ermland-Masuren.

## Religion
Die Einwohner von Glückauf waren über die Gemeinde (Groß) Lüdtkenfürst in das Kirchspiel der evangelischen Kirche Hohenfürst (polnisch Wyszkowo) in der Kirchenprovinz Ostpreußen der Kirche der Altpreußischen Union eingegliedert.

## Verkehr
Die Ortsstelle von Szczodrak resp. Glückauf liegt an einer Nebenstraße, die von Wyszkowo (Hohenfürst) nach Krasnolipie (Schönlinde) führt, und von Lutkowo ((Groß) Lüdtkenfürst) ist die Stelle auf direktem Wege zu erreichen.